# Burg Dichtenhausen
Die Burg Dichtenhausen ist eine abgegangene hochmittelalterliche Burg im Gebiet des Weilers Dichtenhausen der Gemeinde Ostrach im Sigmaringen in Baden-Württemberg.
Vermutlich war die nicht mehr genau lokalisierbare Burg Sitz der 1323 genannten „Ritter von Dichtenhausen“. Die Angaben über noch vorhandene Reste der ehemaligen Burganlage sind widersprüchlich.